# Blarina brevicauda aloga
Blarina brevicauda aloga es una subespecie de musaraña de la familia soricidae.

## Distribución geográfica
Se encuentra en Norteamérica: Massachusetts en los  Estados Unidos